# Maria Faydherbe
Maria Faydherbe (* vermutlich September 1587 in Mechelen, Spanische Niederlande, heute Belgien; † nach 1633) war eine flämische Bildhauerin in Mechelen. Soweit bekannt, ist sie die einzige professionelle Bildhauerin des 17. Jahrhunderts im Raum der heutigen Benelux-Staaten, von der signierte Werke erhalten sind.

## Leben

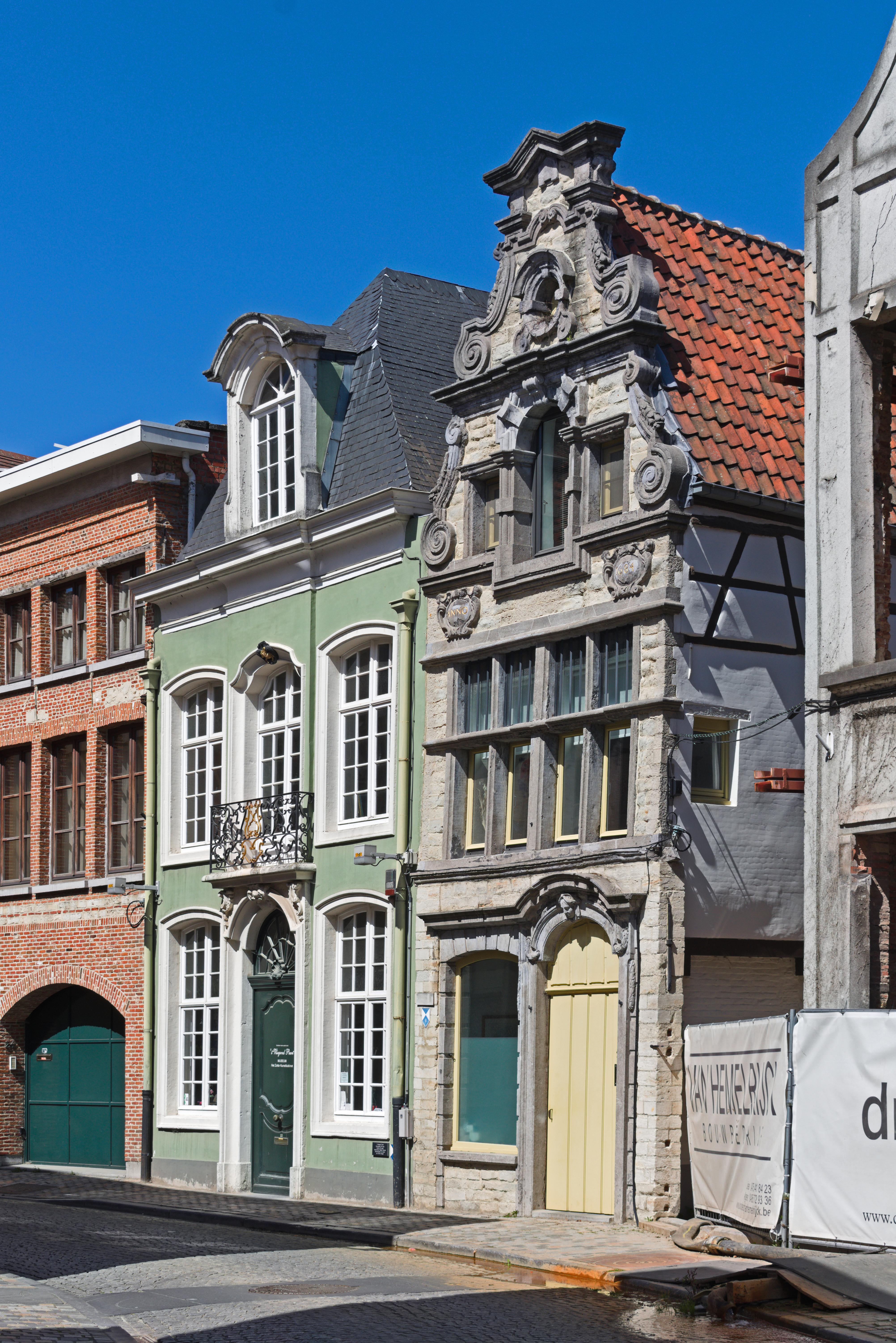
De Korenbloem in der Sint-Katelijnestraat, Mechelen, Wohnhaus und Werkstatt von Antoon (Bruder)

Über das Leben Maria Faydherbes ist wenig bekannt. Sie war die Tochter von Livina Grauwels und deren Ehemann, dem Brauer Antoon Faydherbe, und wurde am 12. September 1587 in der katholischen Kirche St. Katharina in Mechelen getauft. Ihre beiden deutlich älteren Brüder Hendrik (1574–1629) und Antoon (circa 1576–1653) waren Bildhauer mit eigenen Werkstätten. Als Geschwister und Halbgeschwister – nachdem ihr Vater 1602 zum zweiten Mal geheiratet hatte – sind namentlich Christina, Johannes und Cornelis überliefert. Der bekannte Bildhauer und Architekt Lucas Faydherbe war der Sohn ihres Bruders Hendrik, somit ihr Neffe.
Bis mindestens 1597 dürfte sie im Haus De Olifant in Mechelen gewohnt haben, das Teil der nahegelegenen Brauerei De Grote Zon war. Vermutlich lebte sie später wie ihr Bruder Antoon im Haus De Korenbloem in der Sint-Katelijnestraat. Ihr Name bzw. die Bezeichnung „meine Schwester“ taucht in Dokumenten auf, die ihre Mitarbeit in den brüderlichen Werkstätten belegen.
Historische Bekanntheit erlangte Faydherbe durch einen schriftlich überlieferten Konflikt mit den Meistern der Künstlergilde St. Lukas um den Jahreswechsel 1632/1633. In zwei kurz aufeinanderfolgenden Briefen an den Stadtrat von Mechelen habe sie ihre eigenen Fähigkeiten als Bildhauerin gelobt und sich abfällig („dozijnwerckers“ – Erzeuger von Dutzendware) gegenüber den Bildhauern der Gilde geäußert, denen sie nichts schuldig sei. Von diesen wiederum reagierten acht renommierte Mitglieder mit einem Schreiben – der eigentlichen Quelle des Vorgangs –, in dem sie einen Bildhauerei-Wettbewerb mit einer neutralen Jury vorschlugen, in dem die Qualität der jeweiligen Arbeiten bewiesen werden sollte. Es ist nicht überliefert, ob der Wettbewerb jemals stattfand. Ihr letztes datiertes Werk von 1633 markiert den Endpunkt der bekannten Daten zu Maria Faydherbe.
Die Annahme, sie sei 1643 gestorben, wie es in einzelnen Publikationen geschieht, dürfte wieder auf einer Verwechslung mit ihrer Nichte (1611–1643) beruhen.

## Rezeption
Das Entgegnungsschreiben der acht Gildenmitglieder an den Stadtrat von 1633 wurde etwa Mitte des 19. Jahrhunderts als Transkript in einer Quellensammlung des Archivars und Historikers Bartholomeus Gyseleers-Thys veröffentlicht; vermutlich stammt es aus den größtenteils verschollenen Archiven der Mechelner Künstlergilde. Seitdem wurde es vielfach rezipiert und der zugrundeliegende Konflikt unterschiedlich interpretiert. Einen Überblick über die Forschungsgeschichte lieferte zuletzt die Kunsthistorikerin Klara Alen 2015.

### These: Nicht-Aufnahme in die Künstlergilde
Eine der älteren Theorien besagt, dass Faydherbe in ihren Schreiben die Aufnahme in die Gilde verlangt habe, was ihr als Frau versagt worden sei, worauf sie einen Prozess gegen diese geführt habe. Dieser Ansatz wurde wohl erstmals 1854 von Adolph Vanderpoel vertreten, allerdings bezog er sich mit seiner These auf die Tochter Maria Anna von Lucas Faydherbe, die erst 1643 geboren wurde. Charles du Trieu de Terdonck, ein Nachkomme der Familie Faydherbe, korrigierte zwar diese Personenverwechslung in seiner Publikation von 1858, blieb aber im Wesentlichen bei der Interpretation, dass Maria Faydherbe sich durch Nichtaufnahme in die Zunft zurückgesetzt gefühlt habe, ergänzte darüber hinaus noch, dass sie selbst den Wettstreit initiiert habe. Noch 1876 schloss sich auch der belgische Kunsthistoriker Emmanuel Neeffs weitestgehend dieser These an. Er vermischte in seiner Arbeit ebenfalls die Künstlerin mit ihrer 1611 geborenen gleichnamigen Nichte.
Auch eine Arbeit Georges van Doorslaers von 1932 ging weiterhin von Faydherbes Gekränktheit aufgrund der Nichtaufnahme in die Gilde aus.

### These: Tradition vs. Innovation
In einer neuen Theorie aus den 1980er Jahren führte Jaak Jansen den Konflikt eher auf den stilistischen Übergang zwischen der ausgehenden Renaissance und dem beginnenden Barock zurück, wobei Faydherbe den „moderneren“ Stil vertreten habe. Die These, sie sei nicht in die Gilde aufgenommen worden, verwarf er. Es habe vielmehr eine Wettbewerbssituation vorgelegen, und Faydherbe hätte sich in ihren Schreiben über eventuelle Benachteiligungen bei der Vergabe öffentlicher Aufträge beschwert. Daneben schloss er nicht aus, dass Faydherbe – zu dem Zeitpunkt schon Mitte vierzig – nur deshalb kein Mitglied in der Lukasgilde war, weil sie womöglich bereits in einer anderen Gilde Mitglied war. Bemerkenswert sei auch, dass die beiden Parteien ihren Konflikt nicht vor ein Zunftgericht, sondern vor den Stadtrat trugen.

### These: Gefahr von Reputationsverlust einer anerkannten Künstlerin

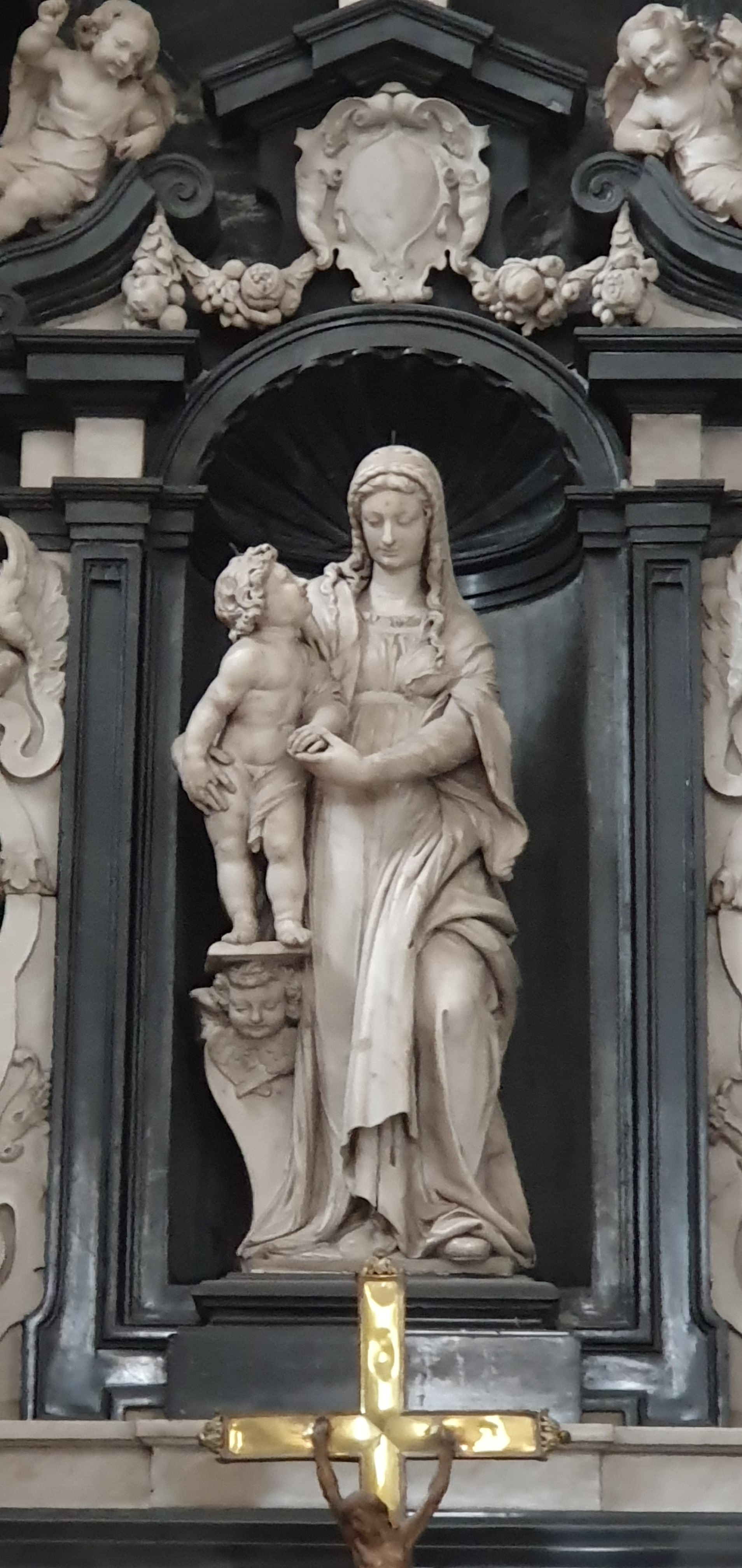
O.-L.-Vrouw met Kind, 1633, Marmor,Sint-Pieters-en-Pauluskerk, Mechelen.

Die Arbeit der belgischen Kunsthistorikerin Klara Alen von 2015 verwarf die älteren Ansätze; viele der Annahmen seien aus dem eigentlichen Text des Dokuments nicht zu entnehmen. In der Forschung sei die These „Faydherbe wurde als Frau nicht in die Künstlergilde aufgenommen“ zwar breit akzeptiert worden, jedoch habe sich niemand mit der Einstellung der Gilde gegenüber der Aufnahme von Frauen im Allgemeinen beschäftigt. Nach ihren Recherchen unter anderem in der Rolle von 1564 seien durchaus auch Frauen in die Gilde aufgenommen worden. Dass Faydherbe nicht in Mitgliederlisten auftauche, lasse ebenfalls nicht sicher auf ihre Nicht-Mitgliedschaft schließen, da die Namenslisten im 17. Jahrhundert nicht vollständig seien.
Alen schlug stattdessen eine berufliche Konkurrenz- oder Neidsituation als Ursache des dokumentierten Konflikts vor. Die wohl korrekt zugeordnete Marmorskulptur in der Sint-Pieters-en-Pauluskerk in Mechelen, die aufgrund von stilistischen Vergleichen Faydherbe zugeschrieben wurde, sei in eben der Entstehungszeit des Dokuments in Arbeit gewesen, beauftragt vom dortigen Jesuitenorden. Alen hielt es für möglich, dass die Gildenmitglieder Faydherbes Reputation gegenüber den Auftraggebern zu schädigen versuchten und Faydherbe sich mit ihren Schreiben dagegen wehrte, um ihre Existenz – und ihren aktuellen Auftrag – zu sichern.

## Werke

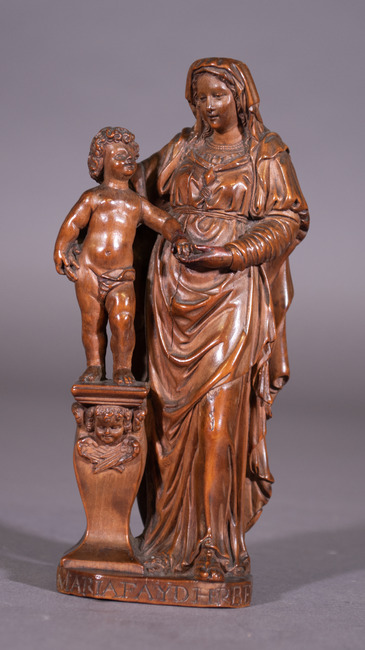
Sammlung M Leuven, Inv.-Nr. C/706. Signatur am unteren Rand: MARIA FAYDHERBE ME FECIT

Bis ins erste Drittel des zwanzigsten Jahrhundert hinein waren keine Werke von Maria Faydherbe nachgewiesen. Erst 1932 identifizierte Georges van Doorslaer eine mit vollem Namen signierte Madonnenfigur von Maria Faydherbes und ordnete ihr auf stilistischer Basis eine weitere Madonna mit Kind aus Marmor zu, die in der heutigen Sint-Pieters-en-Pauluskerk in Mechelen steht.
Klara Alen konnte ein Kruzifix, das bislang nur stilistisch Faydherbe zugeschrieben wurde, durch Entdeckung einer vollständigen Signatur sicher der Bildhauerin zuordnen. Seitdem wurden der Bildhauerin mehr als zwanzig Werke auf der Grundlage vergleichbarer stilistischer Merkmale zugeschrieben, was vereinzelt auch als problematisch angesehen wird.

### Mit vollem Namen signierte Skulpturen
- Maria met kind, ca. 1600-1625, Buchsbaumholz, 15 cm, Sammlung M Leuven, Inv.-Nr. C/706[13]
- Jungfrau mit Kind, 1633, Buchsbaumholz, H 17,1 cm, Privatsammlung, Belgien[1]
- Crucifix, 1625–1630, Buchsbaumholz, H 33 B 8,7 T 4 cm, Museum Hof van Busleyden, Mechelen[14]

### Mit einiger Sicherheit zugeschriebene Werke
- Madonna mit Kind, signiert MF S., 1630-1640, Alabaster; Victoria and Albert Museum, London, Inv.-Nr. A.31-2013[15]
- O.-L.-Vrouw met Kind, 1633, Marmor, H 125 cm, Sint-Pieters-en-Pauluskerk, Mechelen[16]

### Weitere zugeschriebene Werke in Sammlungen
- O.-L.-Vrouw met Kind, 1601–1650, Buchsbaumholz, H 25 cm. Sint-Jan Baptist ten Begijnhofkerk, Brüssel[17]
- O.-L.-Vrouw met Kind, 1610–1620, Sandstein, H 98 cm, Kerk Sint-Trudo, Meerhout[18]